# Kościół Sant’Agostino w Genui
Kościół Sant’Agostino (pol. kościół św. Augustyna) – były rzymskokatolicki kościół w Genui, w dzielnicy Molo. Był kościołem klasztornym w Archidiecezji Genui.
Został założony w 1260 roku, początkowo pod wezwaniem św. Tekli, jako kościół klasztorny augustianów i sukcesywnie rozbudowywany i przebudowywany w kolejnych stuleciach. Zamknięty w 1798 roku. W XIX wieku nieczynny, wyremontowany w latach 20. i 80. XX wieku z przeznaczeniem na audytorium.
Jest jedynym, zachowanym w całości, kościołem gotyckim w Genui.

## Historia
Kościół Sant’Agostino został zbudowany w stylu gotyckim w 1260 roku przez Augustianów, którzy dedykowali go Świętej Tekli. Okoliczni mieszkańcy postanowili jednak zmienić to wezwanie na obecne. Każdy z cechów rzemieślniczych tego regionu (farbiarzy, bednarzy, jedwabników, sprzedawców drobiu, stolarzy czy producentów latarń) miał swój własny ołtarz, w którym odbywały się nabożeństwa ku czci jego patrona. W 1339 roku w kościele wybrano pierwszego dożę Genui, Simone Boccanegrę. Na przestrzeni wieków kościół kilkakrotnie zmieniał swój wygląd. W 1798 roku został opuszczony.
Podczas II wojny światowej doznał poważnych zniszczeń. W okresie powojennym był przez kilka dziesięcioleci używany jako depozyt rzeźb, fragmentów architektonicznych i wolno stojących fresków pochodzących ze zniszczonych kościołów, które stały się zalążkiem zbiorów Muzeum Rzeźby Sant’Agostino. Cały augustiański kompleks klasztorny został odremontowany i od 1984 roku jest siedzibą Muzeum Sant’Agostino, zrealizowanym według projektu Franca Albiniego, Franki Helg i Idy Marii Botto. Odrestaurowany kościół służy jako audytorium i jest używany przez pobliski Teatro della Tosse. Jest jedynym całkowicie zachowanym gotyckim kościołem spośród wielkich, XIII-wiecznych kościołów genueńskich.
W skład muzeum wchodzą również dwa krużganki kompleksu klasztornego: tzw. krużganek trójkątny (datowany na XIV-XV wiek), oraz większy, czworokątny (z XVII wieku), który został całkowicie przebudowany. Jest to nowoczesna konstrukcja cementowo-stalowa, która nawiązuje do pierwotnego założenia kompozycyjnego. Z dawnego krużganka zachowały się tylko cztery kolumny narożne.

## Architektura

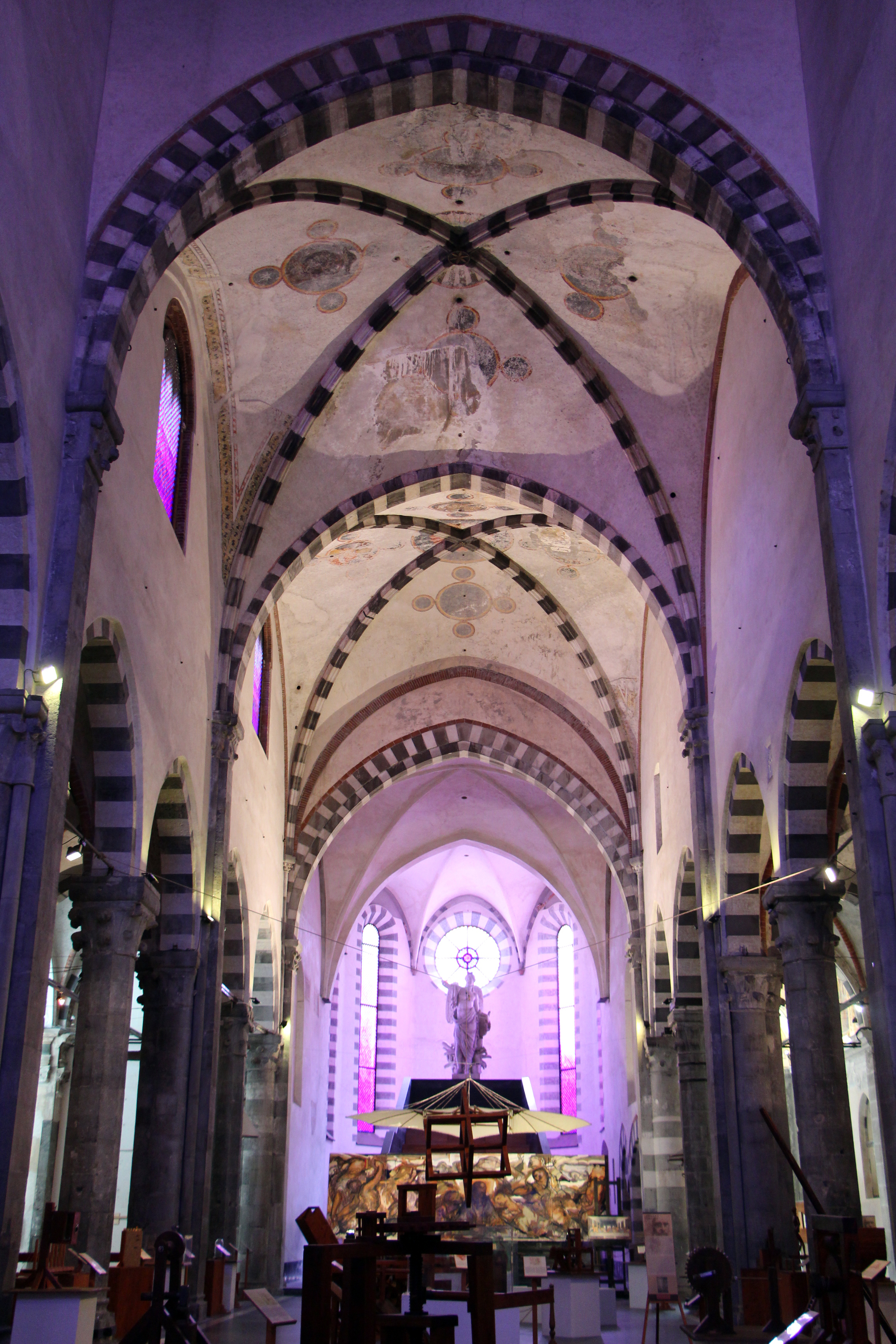
Wnętrze

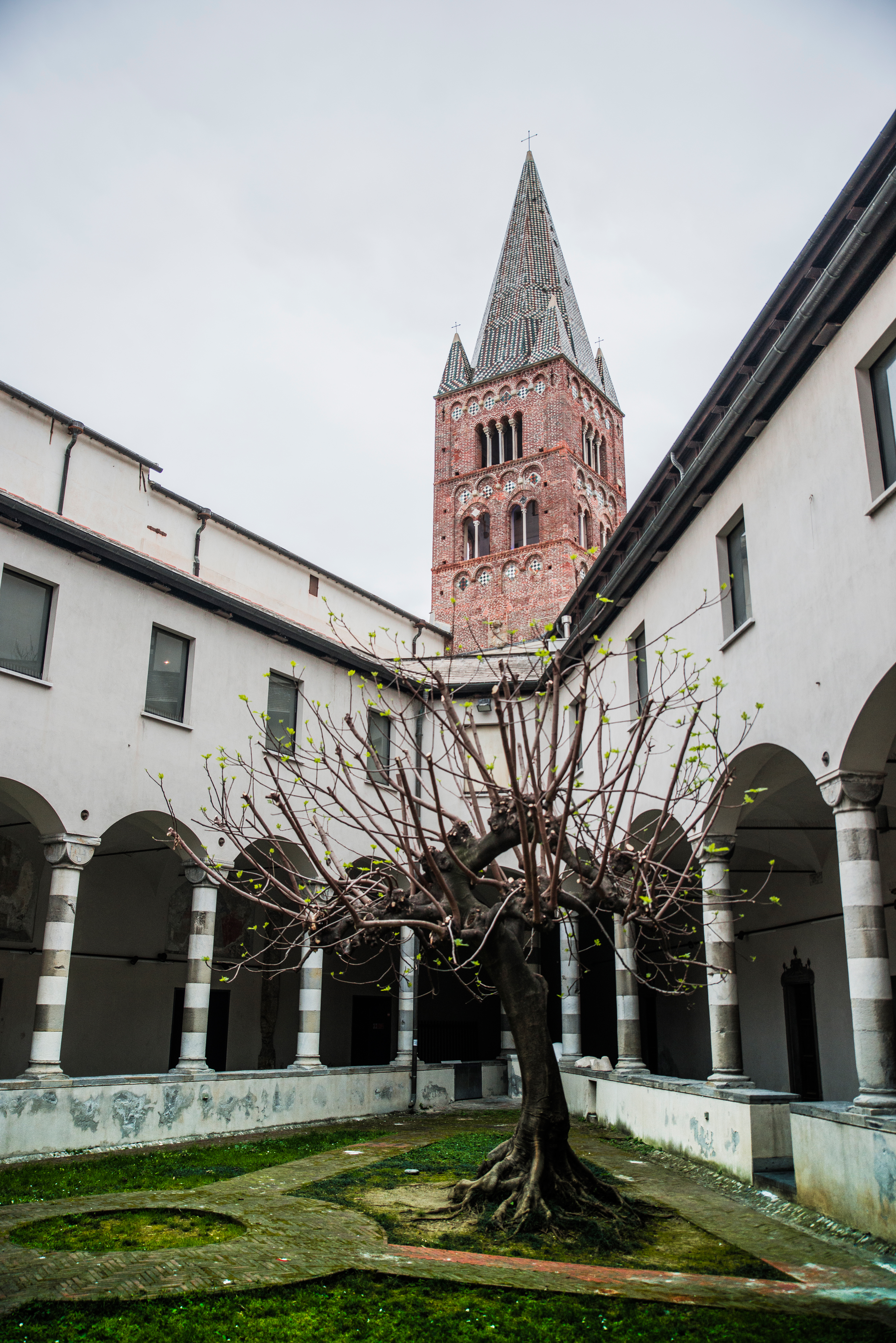
Krużganek i kampanila

### Fasada
Gotycka, trzyczęściowa fasada w biało-czarne pasy, charakterystyczne dla innych budynków w Genui została w górnej części przepruta dużą rozetą, flankową dwoma biforiami. Część centralną fasady wieńczą trzy posągi (obecne są kopiami, oryginały znajdują się w muzeum), przedstawiające Madonnę z Dzieciątkiem, św. Piotra i św. Augustyna, pochodzące z XIV wieku. W przyziemiu znajduje się ostrołukowy portal, obramiony kolumnami, cofającymi się w głąb fasady. Powierzchnie kapiteli i konsol są pokryte koronkowym ornamentem i drobnymi płaskorzeźbami. W lunecie portalu znajduje się fresk Giovanniego Battisty Merana, przedstawiający św. Augustyna. Boczne okna powielają strukturę portalu. Kolumny i imposty są dwukolorowe i tworzą z pozostałymi elementami motyw szachownicy. Mury fasady są pokryte inskrypcjami dedykacyjnymi i herbami. Korpus nawowy zamyka wysoka, wielokątna apsyda, przepruta okrągłym oknem.

### Kampanila
Charakterystycznym elementem architektury kościoła, widocznym z pobliskich placów jest kampanila, zbudowana z prawej strony transeptu. Pod względem kompozycyjnym przypomina ona kampanilę kościoła San Giovanni di Prè. Ceglana budowla jest zwieńczona ośmiokątnym hełmem z pinaklami rozmieszczonymi w narożnikach. Hełm pokrywa dekoracyjna majolika. Ściany kampanili zostały przeprute kwadryforiami i biforiami. Na jednej ze ścian widnieje płyta w kształcie rombu z napisem «Pietro Bono, Magister de Antelamo» i datą 1282.

## Wnętrze
Obszerne wnętrze ma trzy nawy, podzielone ostrołukowymi arkadami, wspartymi na solidnych, kamiennych kolumnach, pomalowanych w czarno-białe pasy z kapitelami w formie sześcianu. Ściany zdobią freski średniowieczne (pędzla Barnaby da Modena i Nicolò da Voltri) oraz XVII-wieczne.

## Krużganek
Trójkątny krużganek obramowany jest dwukolorowymi filarami i kolumnami. Ich kapitele mają formę sześcianu z zaokrąglonymi narożnikami i przeważnie gładkimi powierzchniami.

## Muzeum
W Muzeum zgromadzone są zabytki z tych obszarów miasta, które nie zachowały się do naszych czasów. Należą do nich: kolekcja X-wiecznych kapiteli z kościoła San Tommaso, XII-wieczne bazy kolumn w kształcie lwów (dłuta artystów z Campione d’Italia), pozostałości pomnika nagrobnego Małgorzaty Brabanckiej, żony cesarza Henryka VII Luksemburskiego, stanowiącego arcydzieło rzeźby gotyckiej oraz leżący posąg pierwszego doży Genui, Simone Boccanegry. Oba zabytki zostały przeniesione ze zniszczonego kościoła San Francesco di Castelletto. Marmurowe fragmenty pochodzą z rozebranych, monumentalnych grobowców i z dekoracji domów i budynków, tworzących tkankę miejską dawnej Genui.